# Lądowisko Kołacz
Lądowisko Kołacz – lądowisko wielofunkcyjne w Kołaczu, w gminie Połczyn-Zdrój, w województwie zachodniopomorskim. Przeznaczone jest do wykonywania startów i lądowań śmigłowców o dopuszczalnej masie startowej 5700 kg. Oficjalne otwarcie nastąpiło 11 maja 2010.
Śmigłowiec Mi-2 strzeże bezpieczeństwa kompleksów leśnych znajdujących się pod opieką Regionalnej Dyrekcji Lasów Państwowych w Szczecinku. Wyposażony jest w tzw. Bambi Bucket – specjalny kosz o pojemności 500 litrów, z którego wprost na źródło pożaru zrzucana jest woda.
Leśna Baza Lotnicza (LBL Kołacz) znajduje się na terenie Nadleśnictwa Połczyn z siedzibą w Połczynie-Zdroju, ul. Szczecinecka 12. W roku 2012 zostało wpisane do ewidencji lądowisk Urzędu Lotnictwa Cywilnego pod numerem 137